# Wereldkampioenschappen schaatsen afstanden 2020 - 1000 meter vrouwen
De 1000 meter vrouwen op de wereldkampioenschappen schaatsen afstanden 2020 werd gereden op zaterdag 15 februari 2020 in het ijsstadion Utah Olympic Oval in Salt Lake City, USA.
Brittany Bowe was de regerend wereldkampioen, maar zij was een week eerder in Calgary op de wereldbekerwedstrijd al niet in vorm. Wel was zij houdster van het wereldrecord op deze afstand.
Jutta Leerdam won de race, in de achtste van twaalf ritten, in de vierde tijd ooit gereden, 0,23 seconden boven het wereldrecord van Bowe. Deze tijd was ook goed voor een nieuw Nederlands record op de 1000 meter.

## Statistieken

### Uitslag
| #      | Naam                | Land             | Tijd    |
| ------ | ------------------- | ---------------- | ------- |
| Goud   | Jutta Leerdam       | Nederland        | 1.11,84 |
| Zilver | Olga Fatkoelina     | Rusland          | 1.12,33 |
| Brons  | Miho Takagi         | Japan            | 1.12,34 |
| 4      | Ireen Wüst          | Nederland        | 1.12,64 |
| 5      | Kimi Goetz          | Verenigde Staten | 1.12,70 |
| 6      | Nao Kodaira         | Japan            | 1.12,85 |
| 7      | Jekaterina Sjichova | Rusland          | 1.12,88 |
| 8      | Brittany Bowe       | Verenigde Staten | 1.12,92 |
| 9      | Letitia de Jong     | Nederland        | 1.12,99 |
| 10     | Daria Katsjanova    | Rusland          | 1.13,10 |
| 11     | Vanessa Herzog      | Oostenrijk       | 1.13,84 |
| 12     | Brianna Bocox       | Verenigde Staten | 1.14,11 |
| 13     | Li Qishi            | China            | 1.14,13 |
| 14     | Zhao Xin            | China            | 1.14,18 |
| 15     | Arisa Go            | Japan            | 1.14,36 |
| 16     | Natalia Czerwonka   | Polen            | 1.14,45 |
| 17     | Huang Yu-ting       | Chinees Taipei   | 1.14,64 |
| 18     | Karolina Bosiek     | Polen            | 1.14,65 |
| 19     | Heather McLean      | Canada           | 1.14,81 |
| 20     | Nikola Zdráhalová   | Tsjechië         | 1.15,34 |
| 21     | Béatrice Lamarche   | Canada           | 1.15,37 |
| 22     | Yin Qi              | China            | 1.15,45 |
| 23     | Kim Min-sun         | Zuid-Korea       | 1.15,63 |
| 24     | Abigail McCluskey   | Canada           | 1.16,70 |

### Loting[3]
| Rit | Binnenbaan          | Buitenbaan          |
| --- | ------------------- | ------------------- |
| 1   | Béatrice Lamarche   | Abigail McCluskey   |
| 2   | Karolina Bosiek     | Huang Yu-ting       |
| 3   | Yin Qi              | Brianna Bocox       |
| 4   | Heather McLean      | Arisa Go            |
| 5   | Kimi Goetz          | Kim Min-sun         |
| 6   | Jekaterina Sjichova | Jekaterina Sjichova |
| 7   | Letitia de Jong     | Li Qishi            |
| 8   | Zhao Xin            | Jutta Leerdam       |
| 9   | Ireen Wüst          | Natalia Czerwonka   |
| 10  | Daria Katsjanova    | Olga Fatkoelina     |
| 11  | Vanessa Herzog      | Miho Takagi         |
| 12  | Brittany Bowe       | Nao Kodaira         |

1996 · 
1997 · 
1998 · 
1999 · 
2000 · 
2001 · 
2003 · 
2004 · 
2005 · 
2007 · 
2008 · 
2009 · 
2011 · 
2012 · 
2013 · 
2015 · 
2016 · 
2017 · 
2019 · 
2020 · 
2021 · 
2023 · 
2024 · 
2025